# Jean-Hyacinthe d'Ussel (1748-1849)
Jean-Hyacinthe d'Ussel est un homme politique et militaire français né le 7 janvier 1748 à Saint-Pourçain-sur-Sioule et décédé le 4 janvier 1849 à Flayat. Il est le 1er baron d'Ussel et de l'Empire et appartient à la famille d'Ussel.

## Biographie
Le vicomte Hyacinthe d'Ussel (1748-1849), page du roi Louis XV (1766-1770), officier de cavalerie réformé en 1776, accueille favorablement la Révolution. 
Ses mémoires sont d'utilisation délicate car, écrits sans doute durant la Restauration, ils expriment un jugement très négatif sur la « funeste » Révolution, dont ils dénoncent la « marche dévastatrice » et les « crimes » alors que Jean-Hyacinthe en est, en Corrèze, l'un des principaux acteurs : commandant général de la garde nationale d'Ussel en novembre 1780[réf. nécessaire].
Il devient maire de la ville en janvier 1790 : à la formation du département, il est élu membre du directoire de département, dont il devient le vice-président, puis le procureur général syndic en novembre 1791. En novembre 1792, il obtient d'être intégré dans l'armée comme chef d'escadron au régiment de dragons ; le représentant du peuple Duquesnoy le destitue en tant qu'ancien noble en février 1794, alors qu'il commandait dans l'armée du Nord. Rentré en Corrèze, il devient presque aussitôt agent national du district d'Ussel (thermidor an 11[réf. nécessaire]), puis retrouve son poste d'administrateur du département en vendémiaire an IV ; il est à nouveau destitué en vendémiaire an VI sous prétexte de protéger les émigrés et réfractaires avec l'ensemble de l'administration départementale.
Durant l'Empire, il est fait baron d'Ussel et de l'Empire le 25 mars 1813 en qualité de membre du collège électoral et conseiller de préfecture du département de la Corrèze.
Il ne joue ensuite plus de rôle lors de la Restauration et se retire.

## Famille
Le 20 avril 1775 il épousa Madeleine Dubois de Saint-Hilaire, Dame de Flayat (1747-?) fille de Jean-Jacques Dubois de Saint-Hilaire (1708-1784) et de Marguerite David, dont :
- Jacques d'Ussel (1781-1874), le 14 juin 1808 il épousa Marie de Giraudeix (1790-1857), fille de Marie-Antoine de Giraudeix et de Michèlle Linareix de Bonnefont, dont : 
  - Jean-Hyacinthe d'Ussel (1809-1891), homme politique et industriel